# Georges Lachmann

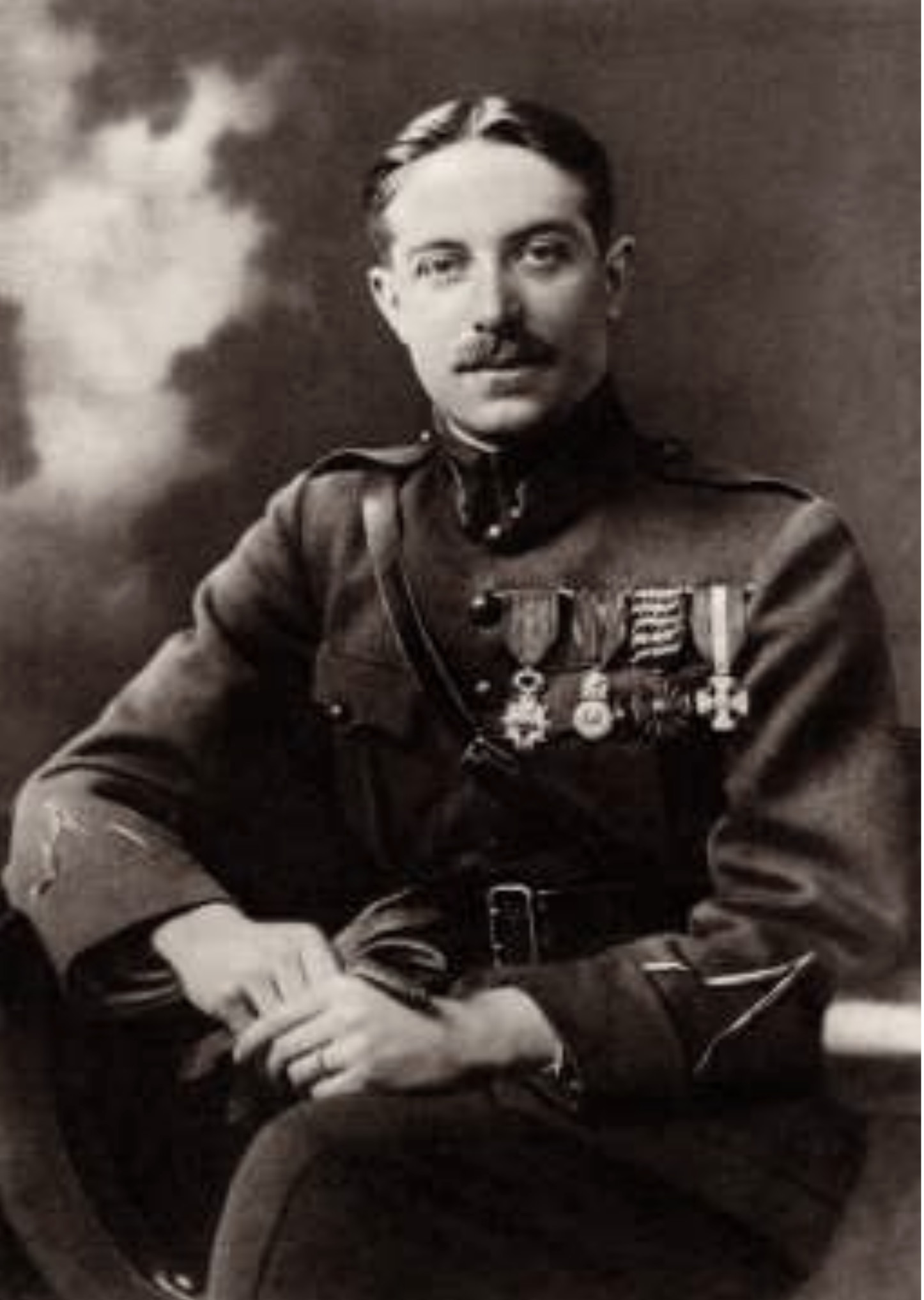
Der Pilot Georges Lachmann (1890–1961) mit seinen Medaillen

Georges Marcel Lachmann (* 10. August 1890 in Paris XIII.; † 12. April 1961 Tonnerre (Yonne)) war ein aus Frankreich stammender Geschäftsmann in Abidjan an der Elfenbeinküste, der während des Ersten Weltkriegs als Fliegerass und in der Nachkriegszeit als Flugpionier bekannt geworden war.

## Lebenslauf
Georg Lachmann war ein Sohn von Alphonse Lachmann und seiner Frau Françoise, geb. Lœhler. Er heiratete sechs Mal: am 10. Mai 1915 in Houilles  Louise Juliette Boiteux sowie am 21. April 1921 in Prag Milada Antonie Joséfa Skorkovská und in dritter Ehe am 23. April 1921 in Drancy Milada Antonie Joséfa Skorkovská, im Dezember 1929 Honorine Louise Armandine Repessé, am 15. März 1937 in Tunis Geneviève Marie Louise Noury und schließlich, am 22. Februar 1947 in sechster Ehe in Ars-en-Ré Jeanne Henriette Plomburger.
Er ließ sich zum Zeichner ausbilden und wurde im Ersten Weltkrieg 1915 Fliegeradjutant. Ab 23. Februar 1917 wurde er Ritter der Ehrenlegion und aktiver Leutnant in der Fliegerstaffel M. 57. Ab 27. Dezember 1923 war er Hauptmann bei der Luftfahrtbehörde der AOF und ab 15. April 1955 Kommandant des Zentralbüros der Armee- und Luftstreitkraftarchive N° 267.
Er wurde mit dem Kreuz der Befreiung (Croix de la Libération) und der Medaille der Résistance ausgezeichnet, bevor er sich 1945 nach Ars-en-Ré in den Ruhestand zurückzog und am 12. April 1961 in Tonnerre (Yonne) starb.

## Sägewerk und Kolonialwarenhandel

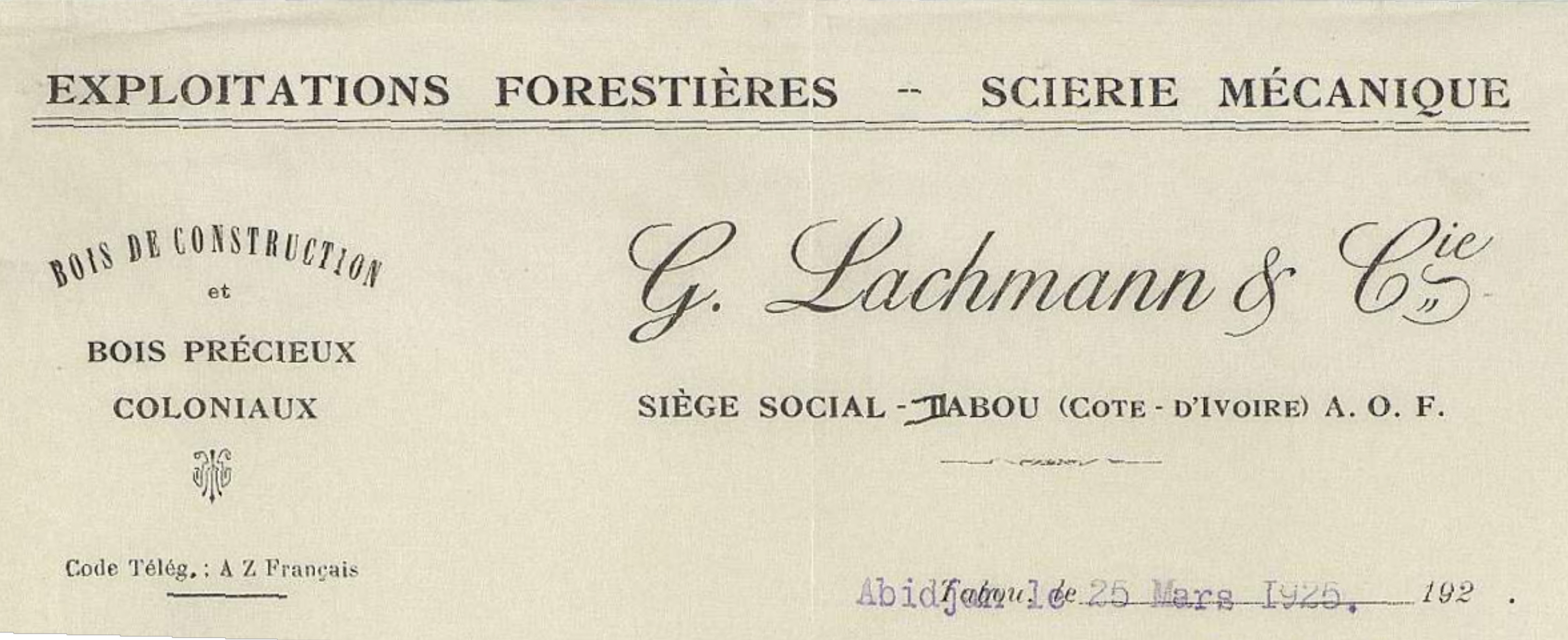
Gesellschaft zur Nutzung von Kolonialwaren in Abidjan an der Elfenbeinküste: forstwirtschaftliche Betriebe, Sägewerke, Kaffee, Kakao

Er gründete in Abidjan die Établissements G. Lachmann & Cie, die später zur Société d'Exploitation de Produits Coloniaux (S.E.P.C.) umfirmierten und sich mit der forstwirtschaftlichen Nutzung der Wälder und Sägewerke sowie der landwirtschaftlichen Nutzung von Kaffee- und Kakauplantatagen befassten.
Als Pilot war er in der Kunst des Fliegens zum Meister geworden, bevor er sein Sägewerk errichtete. Er hatte 1923 eine 6400 Kilometer lange Flugreise von Dakar über Bamako, Ouagadougou, Bamako, Bouakié, Bamako nach Dakar absolviert,  mit einem einzigen Flugzeug und einem einzigen Mechaniker und ohne „Holz zu brechen“. Ausdauer, Hartnäckigkeit und konstante Energie in der Anstrengung fanden sich im Führungsstil von Lachmanns Sägewerk in Abidjan an den Ufern der Banco-Bucht wieder, das als Modell bezeichnet wurde. Bis seine Forstbetriebe voll ausgelastet waren, strebte Lachmann an, für den immer größer werdenden lokalen Bedarf in der französischen Kolonie die tropischen Hölzer zu zersägen, die gegebenenfalls auch leicht zu exportieren sein würden.
In zwei großen Hallen wurden das Sägewerk und die Heizkessel eingerichtet. Die Ausrüstung bestand aus:
- Einer Clark-Doppelkreissäge mit einer Kapazität von 1,25 m × 8,50 m, mit 4-Klauen-Schlitten und automatischem Rückzug, der eine hohe Schnittgeschwindigkeit ermöglichte
- Einer Tower-Dreifachkreissäge, die die großen Platten der vorherigen Säge in Bohlen und Sparren zerlegte (automatischer Vorschub)
- Einer Kreissäge mit automatischem Schlitten speziell für Bretter und Latten von Bananenkisten
- Einer Kettensäge mit Pendel

Die Platten und fertigen Produkte wurden von einer Maschine zur anderen durch automatische Förderer mit gesteuerten Rollen transportiert. Ein 8 Tonnen schwerer Dampfkessel mit 140 Quadratmetern Heizfläche, dessen Bauart der von Dampflokomotiven entsprach, lieferte den Dampf für eine 85-PS-Dampfmaschine mit einem sehr starken Schwungrad und unterirdischen Übertragungswellen zu den verschiedenen Maschinen.
Die Anlage, in der die modernen Maschinen untergebracht waren sind, ließ einen Durchsatz von 20 Kubikmetern Fertigprodukten pro Zehnstundentag zu. Selbst bei einer Halbierung wäre die Ausbeute immer noch beachtlich und ausreichend gewesen, um profitabel zu sein und den verschiedenen und zahlreichen Holzarten alle Verwendungsmöglichkeiten zu bieten und den Exportmarkt zu beliefern, da viele Schiffe, als Ladung Schnittholz statt Holzstämmen bevorzugten. Das Sägewerk war über eine handbetriebene Decauville-Bahn mit der Ébrié-Lagune verbunden.